# Джессіка Енніс
Джессіка Енніс  (англ. Jessica Ennis, 28 січня 1986) — британська легкоатлетка, семиборка, чемпіонка світу та олімпійська чемпіонка.
Енніс-Хілл час від часу коментує для BBC. Після завершення спортивної кар'єри вона працює як підприємець і створила кілька фітнес-додатків, що спеціалізуються на жіночому здоров'ї та тренуваннях.

## Виступи на Олімпіадах
| Олімпіада           | Дисципліна  | Місце |
| ------------------- | ----------- | ----- |
| Лондон 2012         | семиборство | 1     |
| Ріо-де-Жанейро 2016 | семиборство | 1     |